# Bengasi (métro de Turin)
Bengasi est une station terminus de la ligne 1 du métro de Turin. Elle est située à Turin en Italie.

## Situation sur le réseau
Établie en souterrain, Bengasi est la station terminus sud de la ligne 1 du métro de Turin. Elle est située avant la station Italia 61, en direction du terminus ouest Fermi.

## Histoire
La station Bengasi est mise en service le 23 avril 2021, lors de l'ouverture à l'exploitation du prolongement de Lingotto au nouveau terminus de Bengasi.